# Caesalpinia urophylla
Caesalpinia urophylla là một loài thực vật có hoa trong họ Đậu. Loài này được (Donn.Sm.) Standl. miêu tả khoa học đầu tiên.